# Kenton Edelin
Kenton Scott Edelin (Heidelberg, Alemania Federal, 24 de mayo de 1962 - Fairfax, Estados Unidos, 24 de diciembre de 2022) fue un jugador de baloncesto y abogado alemán nacionalizado estadounidense que disputó una temporada en la NBA. Con 2,03 metros de estatura, jugaba en la posición de alero.

## Trayectoria deportiva

### Universidad
Jugó durante tres temporadas con los Cavaliers de la Universidad de Virginia, en las que promedió 3,3 puntos y 4,6 rebotes por partido. Posee en la actualidad el récord de mejor porcentaje de tiros de campo en una carrera de los Cavaliers, con un 62,7% de acierto (126 de 201).

### Profesional
Fue elegido en el puesto 140 del Draft de la NBA de 1984 por Indiana Pacers, siendo despedido antes del comienzo de temporada, pero llamado en el mes de enero para firmar un contrato por 10 días. Disputó un total de 10 partidos, en los que promedió 1,1 puntos y 2,6 rebotes.

## Estadísticas de su carrera en la NBA

### Temporada regular
| Temporada | Edad | Equipo         | Liga | Pos. | P  | TIT | MIN  | TC  | TCA | %TC  | 3P  | 3PA | %3P | TL  | TLA | %TL  | R.OF. | R.DEF. | REB | ASIS | ROB | TAP | PER | FP  | PTS |
| 1984-85   | 22   | Indiana Pacers | NBA  | SF   | 10 | 1   | 14.3 | 0.4 | 1.3 | .308 | 0.0 | 0.0 |     | 0.3 | 0.8 | .375 | 0.8   | 1.8    | 2.6 | 1.0  | 0.5 | 0.4 | 0.3 | 3.9 | 1.1 |
| Total     |      |                | NBA  |      | 10 | 1   | 14.3 | 0.4 | 1.3 | .308 | 0.0 | 0.0 |     | 0.3 | 0.8 | .375 | 0.8   | 1.8    | 2.6 | 1.0  | 0.5 | 0.4 | 0.3 | 3.9 | 1.1 |

## Vida posterior y muerte
Una vez retirado se desempeñó como abogado y agente de jugadores hasta que sufrió una serie de accidentes cerebrovasculares isquémicos en marzo de 2022. Edelin murió a la edad de 60 años en el norte de Virginia el 24 de diciembre de 2022.